# Hårig jordtunga
Hårig jordtunga (Trichoglossum hirsutum) är en svampart. Arten beskrevs av Christiaan Hendrik Persoon 1797 och fick sitt nuvarande vetenskapliga namn av Émile Boudier. Hårig jordtunga ingår i släktet Trichoglossum och familjen Geoglossaceae.  Arten är reproducerande i Sverige.

## Underarter
Arten delas in i följande underarter:
- capitatum
- irregulare
- hirsutum

## Källor

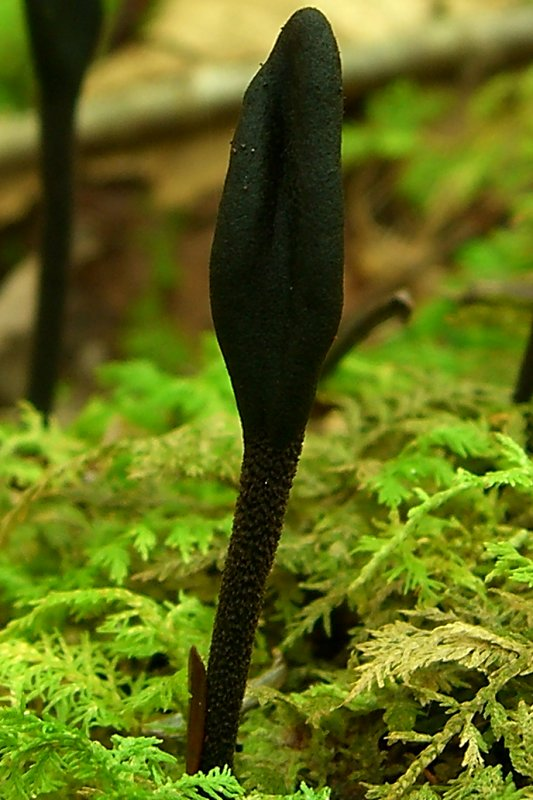
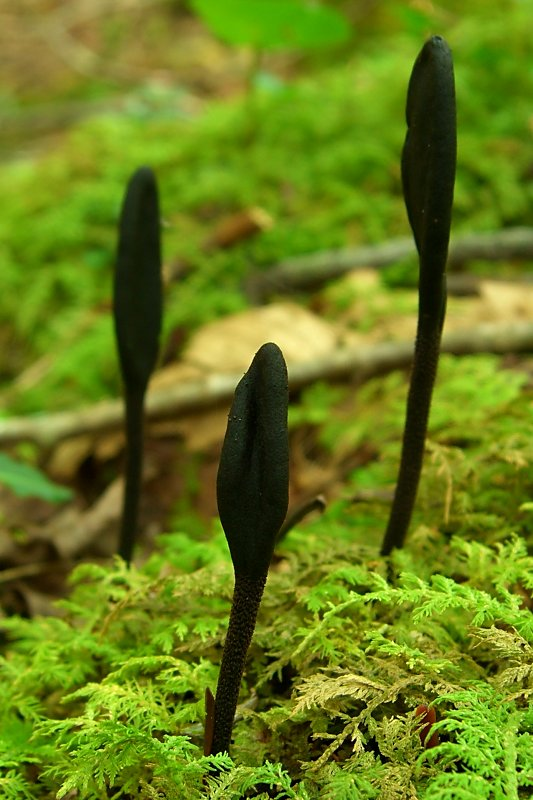
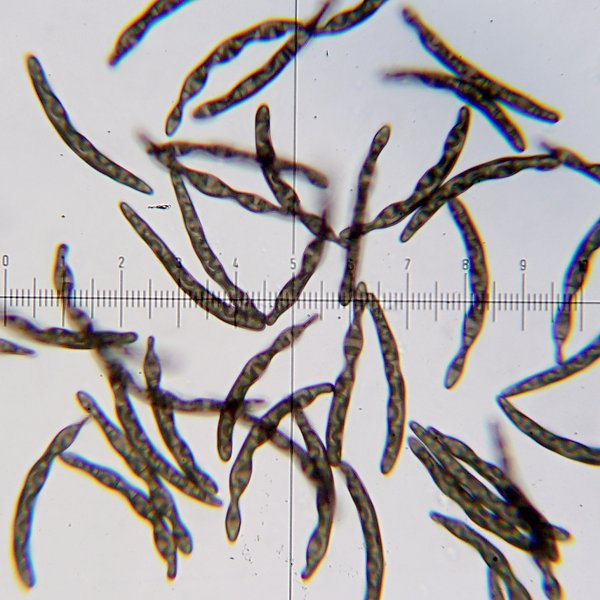